# Desmarest-Stacheltaschenmaus
Die Desmarest-Stacheltaschenmaus (Heteromys desmarestianus) ist eine Art der Stacheltaschenmäuse. Es handelt sich um die am weitesten verbreitete Art der Gattung, die mit 11 Unterarten in einem Verbreitungsgebiet vom Süden Mexikos bis in den Norden von Kolumbien vorkommt. Nach einzelnen Autoren handelt es sich hierbei um einen Artenkomplex mehrerer morphologisch kaum unterscheidbarer Arten.

## Merkmale
Die Desmarest-Stacheltaschenmaus erreicht eine Kopf-Rumpf-Länge von durchschnittlich 13,0 bis 13,3 Zentimetern bei einem Gewicht von 61 bis 83 Gramm, der Schwanz wird durchschnittlich 14,2 bis 14,8 Zentimeter lang. Die durchschnittliche Ohrlänge beträgt 16 Millimeter und die durchschnittliche Hinterfußlänge 34 Millimeter. Es handelt sich damit um eine mittelgroße Art der Gattung, die Männchen sind in der Regel etwas größer als die Weibchen. Das Fell der ausgewachsenen Tiere ist rau und beinhaltet einzelne versteifte, stachelähnliche Haare auf dem Rücken und den Körperseiten. Das Rückenfell ist grau bis schieferschwarz mit ockerfarbener Sprenkelung aus helleren Haaren. Auf den Körperseiten gibt es in der Regel eine sandfarbene Linie, die die weiße Bauchseite vom Rücken abgrenzt. Die Ohren sind nicht weiß umrandet. Die vorderen Bereiche der Sohlen der Hinterfüße sind nackt.
Der Karyotyp besteht aus einem diploiden Chromosomensatz aus 2n = 60 Chromosomen (FN=67 bis 90).

## Verbreitung

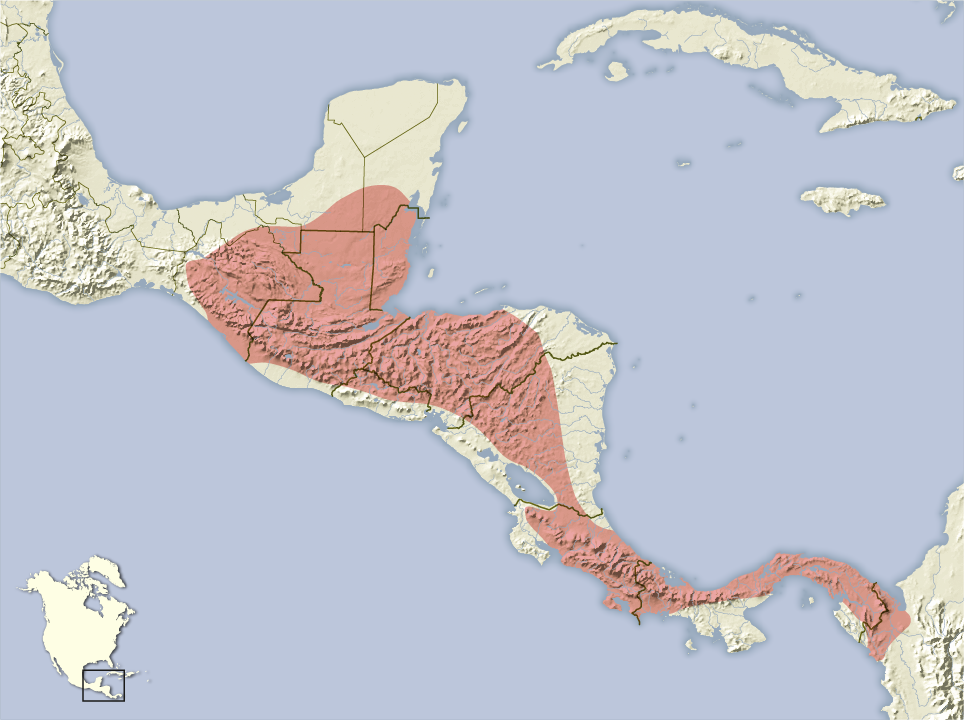
Verbreitungsgebiet der Desmarest-Stacheltaschenmaus

Das Verbreitungsgebiet der Desmarest-Stacheltaschenmaus reicht vom Süden Mexikos in den Bundesstaaten Veracruz, Oaxaca und Tabasco über den größten Teil von Mittelamerika bis in den Norden von Kolumbien. Die Höhenverbreitung reicht vom Meeresspiegel bis in Höhenlagen von bis zu 2400 Metern.

## Lebensweise
Die Desmarest-Stacheltaschenmaus kommt innerhalb des weitläufigen Verbreitungsgebietes in zahlreichen unterschiedlichen Lebensräumen vor. Das Spektrum reicht dabei von den feuchten Waldgebieten des Flachlands im Süden Mexikos bis in die Nebelwälder der Gebirgsregionen Panamas. Die Art bevorzugt Waldgebiete mit Palmenbeständen und baut ihre Bauten in der Regel im Boden mit senkrechten Eingängen in Gegensatz zu den Bauten mit 45°-Eingängen der in den gleichen Lebensräumen anzutreffenden Hirschmäuse (Peromyscus). Teilweise können die Nester der Desmarest-Stacheltaschenmaus allerdings auch in hohlen Baumstämmen gefunden werden. In Regionen der Yucatán-Halbinsel, in denen die Art sympatrisch mit der Gaumer-Stacheltaschenmaus (Heteromys gaumeri) vorkommt, lebt diese in den trockeneren Wald- und Dornbuschgebieten.
Wie alle anderen Arten der Gattung ist auch die Desmarest-Stacheltaschenmaus nachtaktiv und primär bodenlebend, sie ist jedoch auch in der Lage zu klettern. Die Tiere leben in teilweise stark überlappenden Territorien mit Größen von 0,02 bis 0,8 Hektar und sind locker sozial und hierarchisch organisiert. In saisonal geprägten Waldregionen nimmt sowohl das Konkurrenz- als auch das Territorialverhalten zwischen den Tieren zu. Die Dichte variiert stark zwischen den Regionen und auch saisonal, exemplarisch wurden 2 bis 50 Individuen pro Hektar festgestellt. Sie ernähren sich vor allem von Samen, Früchten, grünen Pflanzenteilen und Insekten. Unter den Samen, von denen sie sich primär ernähren, finden sich verschiedene Palmensamen (Socratea, Euterpe, Welfia, Geonoma, Iriartea) sowie die des Talgmuskatnussbaumes (Virola) und die anderer Gattungen und Arten (Meliosma, Enterolobium cyclocarpum, Pentaclethra, Nectandra ambigens). Sie sammeln die Nahrung in ihren mit Fell ausgekleideten Backentaschen und horten sie in Verstecken am Waldboden oder bringen sie in den Bau.
Die Fortpflanzungszeit der Desmarest-Stacheltaschenmaus variiert regional. Sie reicht in immergrünen Waldregionen über das gesamte Jahr, in saisonalen Waldgebieten dagegen wahrscheinlich nur über 7 bis 8 Monate. Die Weibchen gebären durchschnittlich etwa 3 Jungtiere pro Wurf, wobei der Abstand zwischen den Tragzeiten etwa zwei Monate beträgt. Die Jungtiere sind nach etwa 8 Monaten geschlechtsreif und pflanzen sich in der nächsten Reproduktionszeit nach ihrer Geburt fort. Die Überlebensrate der Tiere pro Jahr beträgt 20 bis 30 Prozent und die durchschnittliche Lebensdauer beträgt 24 bis 27 Monate.

## Systematik
Die Desmarest-Stacheltaschenmaus wird als eigenständige Art innerhalb der Gattung der Stacheltaschenmäuse (Heteromys) eingeordnet, die aus 16 Arten besteht. Die wissenschaftliche Erstbeschreibung stammt von John Edward Gray aus dem Jahr 1868, der sie bereits als Heteromys desmarestianus einführte und nach dem Naturwissenschaftler Anselme Gaëtan Desmarest benannte, der unter anderem die Gattung Heteromys etablierte.
Die Art wird gemeinsam mit der Nebelwald-Stacheltaschenmaus (Heteromys nubicolens), der Goldman-Stacheltaschenmaus (Heteromys goldmani) und der Berg-Stacheltaschenmaus (Heteromys oresterus) der desmarestianus-Gruppe innerhalb der Stacheltaschenmäuse zugeordnet.
Innerhalb der Art werden aktuell gemeinsam mit der Nominatform 11 Unterarten unterschieden:
- Heteromys desmarestianus desmarestianus Gray, 1868: Nominatform; kommt vom südlichen Mexiko über Guatemala und Belize bis El Salvador vor.
- Heteromys desmarestianus chiriquensis Enders, 1938: lebt im Südosten von Costa Rica und im westlichen Panama.
- Heteromys desmarestianus crassirostris Goldman, 1912: kommt im extrem östlichen Panama und im Nordwesten von Kolumbien vor.
- Heteromys desmarestianus fuscatus J.A. Allen, 1908: lebt in Teilen von Honduras sowie in Nicaragua
- Heteromys desmarestianus panamensis Goldman, 1912: lebt im nördlich-zentralen Panama.
- Heteromys desmarestianus planifrons Goldman, 1937: lebt im Flachland im Westen von Costa Rica.
- Heteromys desmarestianus repens Bangs, 1902: lebt im südwestlichen Panama
- Heteromys desmarestianus subaffinis Goldman, 1937: kommt im nordöstlichen Costa Rica vor.
- Heteromys desmarestianus temporalis Goldman, 1911: lebt im Süden Mexikos im Bundesstaat Veracruz.
- Heteromys desmarestianus underwoodi Goodwin, 1943: kommt im zentralen Costa Rica vor.
- Heteromys desmarestianus zonalis Goldman, 1912: lebt im nordwestlichen, zentralen und östlichen Panama.

Teilweise wurde auch die heute wieder eigenständige Goldman-Stacheltaschenmaus (Heteromys goldmani) als Unterart der Desmarest-Stacheltaschenmaus betrachtet.  Zudem handelt es sich nach Ansicht verschiedener Autoren bei Heteromys desmarestianus wahrscheinlich um einen Artenkomplex, der einige noch nicht beschriebene kryptische Arten enthält.

## Status, Bedrohung und Schutz
Die Desmarest-Stacheltaschenmaus wird von der International Union for Conservation of Nature and Natural Resources (IUCN) aufgrund des großen Verbreitungsgebietes und der stabilen Populationen als nicht gefährdet (least concern) eingeordnet.

## Belege
1. 1 2 3 4 5 6 7 8 9 10 11  Desmarest's Spiny Pocket Mouse. In: David J. Hafner: Subfamily Heteromyoninae, Genus Heteromys. In: Don E. Wilson, T.E. Lacher, Jr., Russell A. Mittermeier (Herausgeber): Handbook of the Mammals of the World: Lagomorphs and Rodents 1. (HMW, Band 6) Lynx Edicions, Barcelona 2016, S. 199–200. ISBN 978-84-941892-3-4.
2. 1 2   Heteromys (Heteromys) desmarestianus. In: Don E. Wilson, DeeAnn M. Reeder (Hrsg.): Mammal Species of the World. A taxonomic and geographic Reference. 2 Bände. 3. Auflage. Johns Hopkins University Press, Baltimore MD 2005, ISBN 0-8018-8221-4.
3. ↑  Beolens, Watkins & Grayson: The Eponym Dictionary of Mammals. Johns Hopkins University Press, Baltimore 2009, ISBN 978-0-8018-9304-9, S. 108 (Desmarest).
4. ↑  Heteromys desmarestianus in der Roten Liste gefährdeter Arten der IUCN 2018. Eingestellt von: F. Cassola, 2016. Abgerufen am 25. Dezember 2018.